# جون سميث (لاعب كرة قدم أمريكية)
جون سميث (بالإنجليزية: John Smith)‏ هو لاعب كرة قدم أمريكية بريطاني، ولد في 30 ديسمبر 1949 في Leafield ‏ في المملكة المتحدة.

## وصلات خارجية
- جون سميث على موقع مرجع كرة القدم المحترفة.كوم (الإنجليزية)